# Economía de Malaui

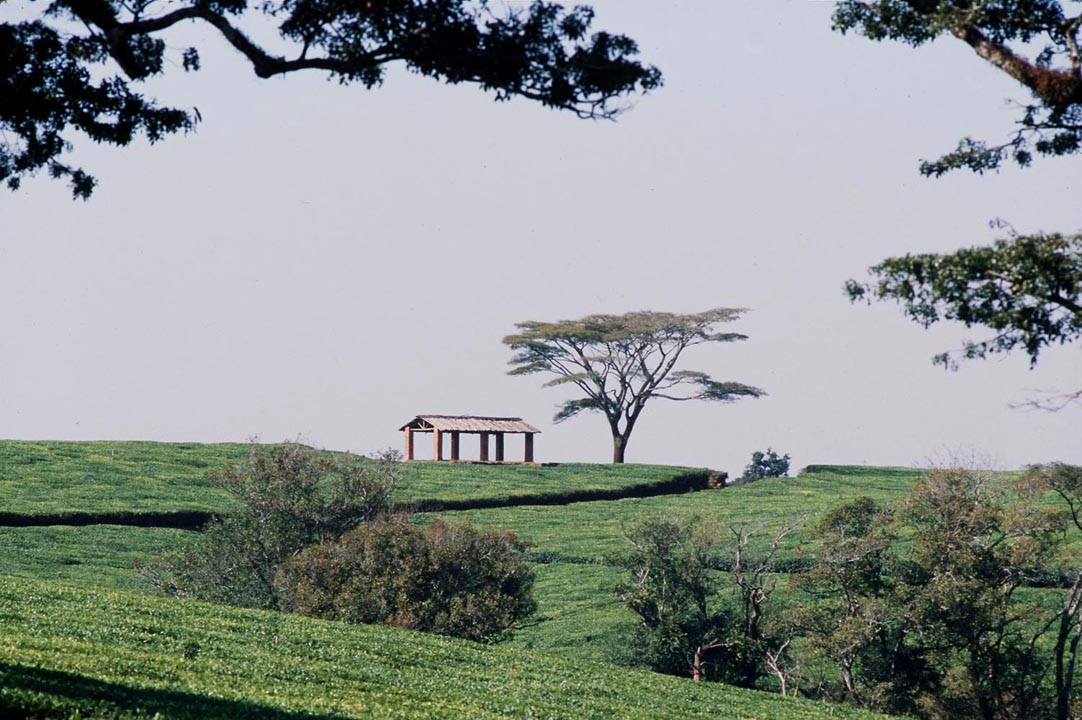
Plantación de té en Malaui, uno de los principales productos agrícolas del país.

Malaui, país sin salida al mar, está entre los países más densamente poblados y menos desarrollados. Su economía depende fundamentalmente de la agricultura, y aproximadamente 80% de su población vive en zonas rurales. En total tiene una extensión de 11,8 millones de hectáreas de las que son cultivables solo el 40 por 100. La agricultura, subsidiada desde el año 2006 representa el 1/3 del PIB y el 90% de las exportaciones, sobre todo tabaco y té. Más del 80% de la población vive en el campo. Una quinta parte de los ingresos de la economía rural se deben a la cría de ganado (ovejas, cabras y aves). Existe una mayoría de población que cultiva minifundios que ocupan la mayor parte de la extensión cultivable (4,5 millones de hectáreas) con maíz y otros tipos de grano en suelos no muy ricos y de escasa producción.
Se trata de una economía de subsistencia con una fuerte deuda externa fruto de la alta dependencia de productos del exterior -incluidos productos alimenticios- y su escasa capacidad de entablar relaciones comerciales favorables. Desde 1992 hasta 2005, el PIB per cápita ha ido decreciendo.
El proceso de liberalización ha tenido efectos dispares. Por un lado, al dejar de reservarse suelo agrícola para cultivos para la exportación, se ha favorecido la extensión de los mismos para alimentación; también se incrementó la producción de grano. A todo ello se unió la creación de un Organismo Nacional de Reserva de Alimentos que favoreció la acumulación de excedentes para periodos de hambruna o sequía. Por otro parte, sin embargo, la libertad de fijación de precios en el maíz y otros productos básicos los ha encarecido para una población ya pobre. Además, al dejar de subvencionarse los fertilizantes, su uso ha decaído.

## Datos económicos básicos
- PIB - Producto Interior Bruto (2019): 7.502 millones de $ USA.
- Paridad del poder adquisitivo Est. (2019): 25.167 millones de $ USA.
- PIB - Per capita: 371 $ USA.
- Paridad del poder adquisitivo Per cápita (2020): 1240 $ USA.
- Inflación media anual (2003): 12,1%.
- Deuda externa. aprox.2002: 3.000 millones de $ USA.
- Reservas (2001): 295 millones de $ USA.
- Población activa (2004): 4,5 millones de personas.
- Tasa de desempleo: N.D.
- Población por debajo del nivel de pobreza (2004): 55%.
- Importaciones (2003): 625 millones de $ USA.

Productos de Importación: Productos intermedios.
- Exportaciones (2003): 561 millones de $ USA.

Productos de exportación: Tabaco, te y azúcar.
Estructura del PIB en 2000:
Distribución por sectores económicos del PIB total:
Agricultura, Silvicultura y Pesca: 42%.
Industria: 19%.
Industrias manufactureras y minería: N.D.
Servicios y construcción: 39%.
- Principales países clientes (2004): Sudáfrica, Estados Unidos y Alemania.
- Principales países proveedores: Sudáfrica, India y Tanzania.